# Frontal d'altar de Cardet
El Frontal d'altar de Cardet és un frontal d'altar fet pel Taller de Ribagorça en la segona meitat del segle xiii. Procedeix de Santa Maria de Cardet i actualment forma part de la col·lecció permanent del Museu Nacional d'Art de Catalunya.

## Context
Catalunya és el lloc d'Europa on s'han conservat més exemples de frontals d'altar pintats dels segles xii i xiii. Els frontals decoraven la part davantera de l'altar, el moble principal de l'espai més sagrat de l'església. Les taules pintades van ser una alternativa als mobles d'orfebreria, únicament assequibles per a les catedrals o els grans monestirs.
Els frontals de Gia i Cardet són els més representatius d'un taller actiu a la Ribagorça de mitjan segle xiii, les obres sorgides del qual incorporen fórmules del primer gòtic: el sentit narratiu de les escenes i la tècnica de la colradura sobre els relleus de guix.
La inscripció de Gia identifica el nom del pintor «IOHANNES» i permet desxifrar una inscripció semblant al frontal de Cardet. Tanmateix, l'anàlisi detallada d'alguns aspectes, com ara l'encaix de les posts i els bastigis, les incisions, els relleus de guix i els recursos pictòrics per donar volum, fan evident que hi ha també diverses maneres de treballar dins un mateix taller.

## Descripció
El Frontal d'altar de Cardet, juntament amb el de Rigatell, és una de les obres millors i més representatives del taller de Ribagorça, conegut amb aquest nom perquè d'ell provenen un seguit d'obres d'estil i tècnica semblants.
La tècnica es caracteritza per l'ús, als fons i als marcs, de relleus d'estuc, que al seu temps eren recoberts de fines làmines de metall i vernís groc, la colradura, perquè semblessin peces d'orfebreria. El seu estil pictòric és força narratiu i fa servir colors molt vius, que a l'època, amb el daurat que avui s'ha perdut, encara devien ressaltar més. La vistositat d'aquestes obres devia fer que tinguessin una gran demanda, cosa que es dedueix a partir del nombre d'exemplars conservats.
El frontal està presidit per la Mare de Déu amb l'Infant, entronitzats dins una màndorla ametllada voltada del Tetramorf, és a dir, dels quatre éssers simbòlics que proclamen l'Evangeli.
Als compartiments laterals, separats per unes columnetes, es desenvolupen escenes del cicle de la infància de Crist, que comença amb l'Anunciació de l'àngel a Maria i la Visitació d'aquesta darrera a santa Isabel.
Continua amb el Naixement i, rere Josep, l'Anunci als Pastors, escena molt detallista i descriptiva, amb elements de paisatge característics de l'època. Els Mags amb les seves ofrenes, en l'Epifania, s'adrecen a les figures centrals. I al darrer
compartiment es representen, aquí també sense cap mena de separació arquitectònica, dues escenes: la Degollació dels Innocents, difícil de reconèixer perquè s'han perdut les llances dels soldats i els nens degollats, i la Fugida a Egipte.